# Independencia (Venezuela)
Independencia é uma cidade venezuelana, capital do município de Independencia (Yaracuy).